# 2011MLB全明星臺灣大賽
2011MLB全明星臺灣大賽，是2011年11月1日至6日在台灣舉行的一系列美國職棒大聯盟明星隊對抗台灣職棒明星隊的賽事。比賽地點有新莊棒球場（第一戰）、台中洲際棒球場（第二、三戰）及澄清湖棒球場（第四、五戰）。轉播的電視台有民視新聞台、民視無線台、愛爾達體育台及愛爾達綜合台。

## 簡介
繼2010MLB台灣賽旋風訪台，為了讓國內棒壇體驗美式強力球風，也讓數以萬計的棒球迷得以親身體驗美式球場的原汁原味，活動主辦單位悍創運動行銷力邀美國職棒大聯盟明星隊首次正式登台。透過主辦單位不斷地努力，遠東國際商業銀行正式為本賽事主要冠名贊助商，並正名為「2011遠銀MLB全明星臺灣大賽」。除此之外，為了全力迎戰MLB巨砲，中華民國棒球協會此次以世界盃陣容為班底，還特地於10月底再徵召王建民、郭泓志、陳偉殷、倪福德、李振昌、鄭凱文等共11位旅外球星進行補強。
賽事於2011年11月1日至6日在台中洲際棒球場與高雄澄清湖棒球場，進行五場「首度登台MLB全明星隊 VS 史上最豪華中華隊」對戰戲碼。

## 參賽名單

### MLB明星隊
總教練：布魯斯·波奇
教練團：Rick Honeycutt、Derek Shelton、Ron Wotus、Billy Hayes、Ali Modami
投　手：傑瑞米·格思里、Dillon Gee、Felipe Paulino、菲爾·科克、Rich Thompson、
　　　　Ross Detwiler、Trevor Bell、Jose Veras、Bill Bray、LaTroy Hawkins、
　　　　雷蒙·拉米雷斯、Mark Melancon、Collin Balester
捕　手：Ronny Paulino、傑夫·馬席斯、Drew Butera
內野手：羅賓森·坎諾、麥可·摩士、巴勃羅·桑多瓦爾、艾瑞克·艾巴、Ryan Roberts、
　　　　Danny Valencia、Ty Wigginton
外野手：柯蒂斯·格蘭德森、Emilio Bonifacio、Logan Morrison、Andres Torres、喬希·雷迪克
隨　隊：Joselite Cano

### 中華隊
總教練: 陳威成
投　手：王建民、倪福德、陽耀勳、鄭凱文、林羿豪、羅錦龍、林煜清、林晨樺、
　　　　林柏佑、王躍霖、陳冠儒、郭俊麟、邱浩鈞、陳禹勳、鄭文豪
捕　手：陳俊秀、王峻杰、陽冠威
內野手：黃智培、林　瀚、蕭帛庭、潘志芳、陳品捷、郭阜林、陳偉志、林威廷、
　　　　林志賢
外野手：林哲瑄、羅國輝、林旺衛、黃義坤、藍寅倫、林加祐

## 比賽結果
| 日期      | 客場球隊      | 主場球隊      | 比賽結果   |
| --------- | ------------- | ------------- | ---------- |
| 2011.11.1 | MLB All-Stars | 中華隊        | 7:0（6局） |
| 2011.11.3 | 中華隊        | MLB All-Stars | 3:5        |
| 2011.11.4 | MLB All-Stars | 中華隊        | 6:2        |
| 2011.11.5 | 中華隊        | MLB All-Stars | 2:3        |
| 2011.11.6 | MLB All-Stars | 中華隊        | 6:4        |

## 逐場狀況

### 第一戰
| MLB All-Star                                                                              | 0 | 0 | 0 | 4 | 2 | 1 | x | x | x | 7 | 7 | 2 |
| 中華隊                                                                                    | 0 | 0 | 0 | 0 | 0 | x | x | x | x | 0 | 6 | 1 |
| 先發投手： MLB：傑瑞米·格思里 中華隊：陽耀勳 全壘打： MLB：柯蒂斯·格蘭德森 (1) 中華隊：無 |   |   |   |   |   |   |   |   |   |   |   |   |

### 第二戰
| 中華隊                                       | 0 | 0 | 0 | 0 | 1 | 2 | 0 | 0 | 0 | 3 | 8 | 3 |
| MLB All-Star                                 | 1 | 0 | 1 | 0 | 0 | 1 | 2 | 0 | 0 | 5 | 7 | 0 |
| 先發投手： 中華隊：王躍霖 MLB：Ross Detwiler |   |   |   |   |   |   |   |   |   |   |   |   |

### 第三戰[1]
| MLB All-Star                                                                         | 2 | 1 | 1 | 4 | 2 | 0 | 0 | 0 | 0 | 6 | 11 | 0 |
| 中華隊                                                                               | 0 | 1 | 0 | 0 | 0 | 0 | 0 | 1 | 0 | 2 | 9  | 0 |
| 先發投手： MLB：Felipe Paulino 中華隊：鄭凱文 全壘打： MLB：麥可·摩士 (1) 中華隊：無 |   |   |   |   |   |   |   |   |   |   |    |   |

### 第四戰[1]
| 中華隊                                       | 0 | 1 | 0 | 0 | 0 | 0 | 1 | 0 | 0 | 2 | 7 | 0 |
| MLB All-Star                                 | 0 | 0 | 1 | 0 | 0 | 2 | 0 | 0 | x | 3 | 8 | 2 |
| 先發投手： 中華隊：倪福德 MLB：Ross Detwiler |   |   |   |   |   |   |   |   |   |   |   |   |

### 第五戰[1]
| MLB All-Star                                                                                      | 0 | 3 | 1 | 0 | 1 | 0 | 1 | 0 | 0 | 6 | 10 | 1 |
| 中華隊                                                                                            | 0 | 3 | 0 | 0 | 1 | 0 | 0 | 0 | 0 | 4 | 8  | 2 |
| 先發投手： MLB：傑瑞米·格思里 中華隊：王建民 全壘打： MLB：Robinson Cano、Ty Wigginton 中華隊：無 |   |   |   |   |   |   |   |   |   |   |    |   |

## 未來
時任大聯盟亞太區副總裁史莫爾（Jim Small）於系列賽後表示欣賞台灣人民的熱情招待，期待日後再舉辦MLB明星台灣賽。
2017年6月, 史莫爾拜會桃園市長鄭文燦，希望11月共3場的明星賽能在桃園國際棒球場舉辦。鄭文燦指出，桃園球場目前委由Lamigo桃猿隊管理，依合約規定，使用球場需於1年前提出申請。但明星賽最終未有舉行。
2019年3月，升任為美職國際副總裁的史莫爾在台簽署與中華職棒的球員協定，他談到大聯盟來台進行開幕戰的可能。史莫爾指出，海外大型賽事不可能因雨延賽，台灣要有具屋頂的球場以排除天氣因素，因為這種海外大型賽事不可能因雨延賽。2010年洛杉磯道奇來台及MLB台灣明星賽均受天雨影響而取消及提前結束。另外，史莫爾也指出，到亞洲進行比賽成本非常浩大。目前台灣並沒有具屋頂的棒球場，因此至少要等到超過40,000座位的台北大巨蛋興建完成之後。